# Сарабин, Михаил Теодорович
Михаил Теодорович Сарабин (4 апреля 1948, Стольско — 31 марта 2000, Львов) — советский футболист, защитник, полузащитник. Мастер спорта СССР (1971).
Воспитанник «Трудовых резервов» (Львов), тренер Виктор Красношапка. В 1967 году начал выступать за львовские «Карпаты», в 1971—1972 годах провёл восемь матчей в чемпионате СССР. В победном для команды розыгрыше Кубка СССР 1969 выступал в полуфинале (вышел на замену). Играл во второй лиге за «Судостроитель» Николаев (1973—1974) СК «Луцк» (1975), «Океан» Керчь (1979). В 1976—1979 годах играл в первенстве КФК за «Сокол» Львов.
Скончался в 2000 году на 52-м году жизни.